# Pedro Vasconcelos
Pedro Vasconcelos de Brito Pereira (Río de Janeiro, 25 de octubre de 1973) es un actor y director de televisión brasileño.

## Biografía
En 1997, fue el protagonista de la serie juvenil Malhação, donde hizo pareja romántica con Luana Piovani.
Estuvo casado con la actriz Daniela Pessoa, con quien tuvo un hijo, Lucas.

## Carrera
| 2017      | A Força do Querer                                       |
| 2015      | Além do Tempo                                           |
| 2014      | Imperio                                                 |
| 2014      | A Teia                                                  |
| 2013      | O Concurso                                              |
| 2012      | Amor Eterno Amor                                        |
| 2011      | Dinosaurios & Robots                                    |
| 2010      | Escrito en las estrellas                                |
| 2010      | A Marca do Zorro                                        |
| 2009      | Ciudad Paraíso                                          |
| 2008      | Por Toda Minha Vida                                     |
| 2008      | La favorita                                             |
| 2007      | Siete pecados                                           |
| 2007      | Amazônia, de Galvez a Chico Mendes                      |
| 2005      | Alma gemela                                             |
| 2004      | Linha Direta (episódio “O caso das máscaras de chumbo”) |
| 2003      | Xuxa no mundo da Imaginação                             |
| 2000/2001 | Bambuluá                                                |
| 2001-2002 | Sítio do Picapau Amarelo                                |
| 1999      | E D'Artagnan e Os Três Mosqueteiros                     |

| 2003     | Linha Direta Justiça                 | Julião Baptista Coqueiro  |
| 2000     | Bambuluá                             | Bruck                     |
| 1999     | D'Artagnan e Os Três Mosqueteiros    | Porthos                   |
| 1997     | Malhação                             | Vudu                      |
| 1996     | Dona Anja                            | Mauro                     |
| 1995     | Cara e Coroa                         |                           |
| 1995     | La próxima víctima                   | Lucas Ribeiro             |
| 1993     | Fera Ferida                          | Etevaldo Praxedes Menezes |
| 1991     | O Portador                           |                           |
| 1991     | Vamp                                 | João                      |
| 1990     | Riacho Doce                          | Lucas                     |
| 1989     | Top Model                            | Tico                      |
| 19891989 | Faca de Dois Gumes (Two edged knife) | Paulo Sérgio/Cuca         |
| 1988     | Shop Shop                            | Dudu                      |